# Godofredo Vidal
Godofredo Vidal (Bagé, 3 de outubro de 1895 — 8 de dezembro de 1958) foi um militar brasileiro (major-aviador), criador da Modalidade do Ar do Movimento Escoteiro e fundador do Serviço Meteorológico Militar. Foi também o idealizador e criador da Semana da Asa.

## Vida

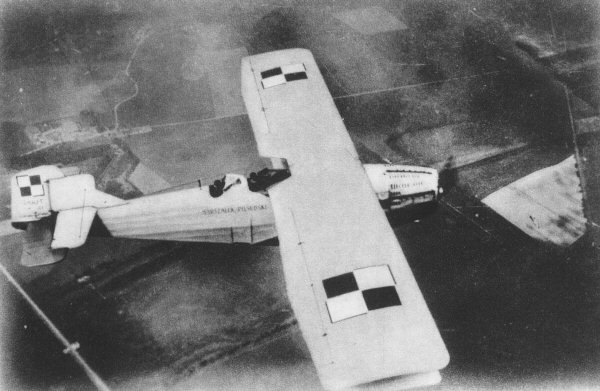
Amiot 123 "Marszałek Piłsudski"

Neto do engenheiro José Maria Vidal, combatente na Guerra do Paraguai, Godofredo Vidal foi o primogênito dos nove filhos de Izabel de Paiva Rio Vidal e do general Alfredo Vidal, fundador do Serviço Geográfico do Exército do Brasil, e introdutor do processo estereo-fotogramétrico no Brasil.
Após se formar pelo Colégio Militar do Rio de Janeiro, é mandado pelos pais para estudar engenharia na Suíça, onde se dedica por dois anos a estudos e estágios em fábricas européias. Retorna ao Brasil durante a Primeira Guerra Mundial, matricula-se na velha Escola do Realengo, da qual saiu em 1921 como aspirante da Arma de Cavalaria. Com o arrebatamento juvenil, dedicou-se ao pólo nos primeiros ensaios do Órgão Desportivo do Exército, integrando inclusive, a equipe brasileira desse nobre esporte quando em visita ao Chile.
Querendo alçar novos vôos, matriculou-se na segunda turma do Curso de Pilotos Observadores, na então recém criada Aviação Militar. Em 1928, torna-se instrutor da Escola de Aviação Militar.
Em 1931, em um Amiot, um bombardeiro de fabricação francesa, acompanhado do então capitão Arquimedes Cordeiro e do primeiro-tenente Francisco de Assis Correia de Melo, parte em vôo pelas Américas. Em virtude de uma pane mecânica, foi necessária a realização de um pouso forçado entre as cidades de Guaiaquil e Quito, em plena Cordilheira dos Andes.  Eles permaneceram incomunicáveis, durante três dias, até serem encontrados por moradores locais.
No processo de convalescença dos ferimentos, o coronel-aviador Godofredo Vidal inscreve-se na Escola de Belas Artes. Incapaz de voar, dedicou-se a lecionar, sendo professor do Instituto Lafayette e do Colégio Anglo-Americano. Era fluente em vários idiomas, tendo vantagem sobre seus iguais.
O Correio Aéreo Militar teve o coronel como um dos precursores.
1934 ele funda o Serviço Meteorológico Militar, estabelecendo-o no Rio de Janeiro.
Em 28 de abril de 1938, o major aviador Godofredo Vidal, juntamente com o tenente-coronel Aviador Vasco Alves Secco e o primeiro-sargento telegrafista Jaime Janeiro Rodrigues, que na época serviam no 5º Regimento de Aviação, atualmente chamado de  CINDACTA II, localizado em Curitiba, oficializaram junto à União dos Escoteiros do Brasil a criação do primeiro grupo de escoteiros do ar do Brasil.
Em 1941, durante um vôo noturno juntamente com o então tenente-coronel Carlos P. Brasil e o capitão Rosemiro Menezes, novamente sofre um grave acidente aéreo escapando surpreendentemente com os demais tripulantes.
Em 1942, Godofredo Vidal freqüenta a Escola de Comando e Estado-Maior do Exército, da qual se ausenta  para fazer parte do corpo docente da Escola de Guerra Naval. Posteriormente, colabora para a criação da Escola de Comando e Estado-Maior da Aeronáutica.
Nos Estados Unidos estuda na Army Air Force School of Applied Tactics, Orlando, Flórida, estagiando na Aviação Naval Americana e na Força Aérea dos Fuzileiros Navais.

## Na reserva
Em 1948, com a patente de coronel, Godofredo Vidal transferiu-se para a reserva, na qual se dedicou a estudos sobre Geografia e História, e ocupou o cargo de vice-presidência do Instituto de Geografia e História Militar, e pertenceu à Academia de Valencia de Letras, em sua reserva foi promovido a brigadeiro-do-ar e posteriormente a major-brigadeiro-do-ar.

## Referência
- G.E. do AR Salgado Filho